# À la rencontre de Rina Lasnier
À la rencontre de Rina Lasnier est un documentaire de Michel Audy fait en 1975 et restauré en 2014.

## Synopsis
Des personnalités comme Michèle Guérin, Colette Jutras, Alphonse Piché, Lucille Proulx, Claire Roy et Victoire Thibaudeau livrent leurs perceptions de sa poésie. Le traitement cinématographique est imprégné de lyrisme qui tisse une toile de fond où la poésie visuelle accompagne le propos.
Tourné en 1975, restauré et réédité par Michel Audy en 2014, ce documentaire singulier est le seul film fait sur la poète québécoise. Il vient ajouter une voix à tous ceux et celles qui ont souligné l'importance de sa contribution littéraire au Québec moderne.

## Fiche technique
Ce film a été réalisé en 1975 par Jean Lemay et Michel Audy en collaboration avec Marguerite Vadeboncoeur.
- Scénario : Michel Audy
- Restauration, infographie, montage et réalisation : Michel Audy
- Narration : Yvon Leblanc
- Lecture des poèmes : Michel Arsenault
- Documentaire biographique : Diane Boudreau
- Durée : 65 minutes
- Format : Noir et blanc / Couleur ; écran large ; vidéo DVD et Blu-Ray
- Collaboration : Musée du Haut-Richelieu et Dave Turcotte, député de Saint-Jean à l'Assemblée nationale du Québec